# Mode in France
« Mode en France » redirige ici. Pour la notion, voir Histoire de la mode en France.
Pour plus de détails, voir Fiche technique et Distribution.
Mode in France est un télefilm documentaire français réalisé par William Klein et diffusé à la télévision française le 30 octobre 1985.

## Genèse du film
Né d'une commande de Jack Lang, alors ministre de la Culture, le documentaire est devenu une référence en matière de film sur la mode. Avec Le  Business et la Mode (reportage de Cinq  colonnes à la une, 1962), Qui êtes-vous, Polly Maggoo ? (1966) et In and Out of Fashion (1993-1994), c'est le quatrième film de William Klein consacré à l'univers de la mode. Il devait initialement s'intituler La Mode, mode d'emploi.

## Synopsis
Douze sketches, mi-documentaires mi-fictionnels, brossent le portrait de la mode en France au début des années 1980. Certaines séquences mettent à l'honneur des créateurs de mode emblématiques de l'époque, comme Jean-Paul Gaultier, Jean-Charles de Castelbajac ou encore Claude Montana. D'autres passages racontent le monde de la haute couture et de la mode, évoquant les défilés, les shooting, le métier de mannequin, l'histoire du vêtement.

## Fiche technique
- Titre : Mode in France (titre au générique : Mode en France)
- Réalisation : William Klein, assisté de Jérôme Chalou, Pascale Ferran, Christophe Vassort
- Scénario : William Klein, d'après une idée de Teri Wehn Damisch
- Photographie : Gérard de Battista, William Klein, assistés de Thierry Levacon
- Montage : Nelly Quettier, Philippe Wampfel, Christine Aya
- Son : Louis Gimel, Pierre Klein
- Mixage : Antoine Bonfanti
- Casting : Stéphane Sednaoui (orthographié « Sednaouy » au générique)
- Relations presse : 2e Bureau, Sylvie Grumbach, Christine Jolimoy
- Régie : Patrick Dumont, Catherine Puertas, Dante Desarthe
- Administratrice de production : Marie-Pierre Dubosq
- Scripte : Marie Sargent
- Photographe de plateau : Pascal Dolémieux (Sygma)
- Musique : Serge Gainsbourg, Dominique Perrier (clavier et synthétiseur), Paul Scemamma (mixage et guitare). Éditions Melody Nelson
- Chorégraphie : Régine Chopinot, Daniel Larrieu
- Producteur délégué : Michel Rotman
- Production : Kuiv Productions, TF1, avec la participation du ministère de la Culture

- Pays :  France

- Langue : français
- Format : couleur - 35 mm
- Genre : documentaire
- Durée : 90 minutes

- Date de diffusion : 30 octobre 1985 (TF1)
- Visa de contrôle no 59909

## Distribution
- Azzedine Alaïa
- Agnès b.
- Nathalie Auffret
- Bambou
- Ben
- Christine Bergström
- Jacques Boudet
- Arielle Burgelin
- Béatrice Camurat
- Jean-Charles de Castelbajac
- Régine Chopinot
- Yvonne Deslandres
- Juliette Desurmont
- Hervé Di Rosa
- Marpessa Djian
- Arielle Dombasle
- Dorothée Bis
- Bérénice Drouet
- Agnès Dusautoir
- Stéphane Ferrara
- Didier Flamand
- Alain Fouchet
- Wallis Franken
- Jean-Paul Gaultier
- François Girbaud
- Marithé Girbaud
- Sylvie Grumbach (non créditée)
- Marpessa Hennink
- Claudia Huidobro
- Françoise Huguet
- Deborah Hodan
- Grace Jones
- Pierre et Paul Julien
- Tchéky Karyo
- Farida Khelfa
- Tiina Laakkonen
- Christian Lacroix
- Karl Lagerfeld
- Daniel Larrieu
- Caroline Loeb
- Julien Maurel
- Sofie Melnick
- Susan Moncur
- Claude Montana
- Christine Murisset
- Nadira
- Cindy Newman
- Nathalie Pachiaudi
- Jodi Pavlis
- Carole Rasmussen
- Rachel Riley
- Anne Rohart
- Valérie Quennessen
- Sapho
- Stéphane Sednaoui
- Sophia
- Paula Spiaggia
- Linda Spiering
- Yvonne Sporre
- Kenzo Takada
- Richard Theophille
- Chantal Thomass
- Mira Tibblin
- Beth Todd
- Micheline Van Velde
- Laurent Voulzy

Avec la participation de : 
- Ananas
- Jean-François Arnold
- Juan Azaro
- François Baudot
- Leonello Brandolini
- Claude Brouet
- Marie-Laure de Decker
- Kim d'Estainville
- Denis Fernand
- Catherine Fouchet
- Cyril Gorre
- Jacques de Gunzburg
- Antonin Maurel
- César Maurel
- Sébastien Maurel
- Anaïs de Mortemart
- Hélène de Mortemart
- Alain Pacadis
- Laurence Perguy
- Nathalie Valax

Danseurs :
- Mourad Beleksir
- Alain Buffard
- Didier Deschamps
- Jean-Luc Ducourt
- Michele Perlonges
- Maret Robier
- Philippe Saire